# Disney Channel (Austrália e Nova Zelândia)
Disney Channel foi um canal de televisão por assinatura com sede na Austrália e transmitido também na Nova Zelândia e Oceania. Era propriedade da filial australiana da The Walt Disney Company e operado pela Disney Channels Worldwide, uma subsidiária da Walt Disney Direct-to-Consumer & International. Sua programação foi focada em crianças e jovens e não possuía nenhum anúncio comercial além dos do próprio canal.
Devido à chegada do Disney+ na Oceania e ao fim das licenças que permitiam a distribuição do sinal no continente oceânico, o canal encerrou suas transmissões na Nova Zelândia em 30 de novembro de 2019, na operadora Sky, enquanto que na Austrália o sinal foi encerrado em 1 de março de 2020, na operadora Foxtel. O encerramento definitivo das transmissões ocorreu em 30 de abril de 2020, quando o canal deixou a grade de canais da operadora Fetch TV.

## História
Disney Channel começou a ser transmitido na Austrália pela operadora Optus, em 8 de junho de 1996. O primeiro programa exibido na estreia do canal foi o filme Aladdin. Em 1 de abril de 2001, o canal foi então adicionado à operadora Austar. Em 1 de dezembro de 2001, foi adicionado à operadora Foxtel. Em 21 de janeiro de 2002, foi adicionado à grade da operadora TransTV.
Em 24 de dezembro de 2003, o sinal entrou no ar na Nova Zelândia pela operadora Sky Network Television.
Devido ao lançamento do serviço de streaming Disney+ e por conta do término dos contratos de distribuição dos sinais da Disney no continente, foi anunciado o encerramento dos canais Disney na Oceania. A operadora Sky confirmou que o Disney Channel e o Disney Júnior seriam encerrados a partir de 30 de novembro de 2019, na Nova Zelândia.
Na Austrália, foi anunciado que os sinais dos canais Disney cessariam seus serviços em 1º de marco de 2020, na operadora Foxtel e em 30 de abril de 2020, na operadora Fetch TV.

## Programação

### Série original

#### Série live-action
| Título                 | Best Friends Whenever | Temporada | Nota(s) |
| ---------------------- | --------------------- | --------- | ------- |
| Liv e Maddie           | 11 de outubro de 2013 | 4         |         |
| Garota Conhece o Mundo | 25 de agosto de 2014  | 3         |         |
| K.C. Undercover        | 5 de março de 2015    | 2         |         |
| Best Friends Whenever  | 16 de outubro de 2015 | 2         |         |
| Bunk'd                 | 14 de janeiro de 2016 | 2         |         |
| Stuck in the Middle    | 2 de maio de 2016     | 1         |         |
| Bizaardvark            | 15 de agosto de 2016  | 1         |         |

#### Série curta
| Título                    | Data de lançamento    | Nota(s) |
| ------------------------- | --------------------- | ------- |
| Mickey Mouse              | 1 de julho de 2013    |         |
| Descendants: Wicked World | 16 de outubro de 2016 |         |

### Reprises de séries antigas
| Título                   | Data do episódio final na transmissão original | Nota(s) |
| ------------------------ | ---------------------------------------------- | ------- |
| Boy Meets World          | 5 de maio de 2000                              |         |
| That's So Raven          | 10 de novembro de 2007                         |         |
| Cory in the House        | 13 de setembro de 2008                         |         |
| Hannah Montana           | 16 de janeiro de 2011                          |         |
| The Suite Life on Deck   | 13 de agosto de 2011                           |         |
| Wizards of Waverly Place | 11 de fevereiro de 2012                        |         |
| Shake It Up              | 13 de fevereiro de 2014                        |         |
| Good Luck Charlie        | 31 de março de 2014                            |         |
| A.N.T. Farm              | 6 de maio de 2014                              |         |
| Fish Hooks               | 19 de junho de 2014                            |         |

### Série adquirida

#### Série live-action
| Título              | Data de lançamento    | Nota(s) |
| ------------------- | --------------------- | ------- |
| The Next Step       | 31 de janeiro de 2014 |         |
| Extreme Babysitting | 31 de julho de 2014   |         |
| Mako Mermaids       | 12 de maio de 2015    |         |

#### Série animada
| Título      | Data de lançamento      | Nota(s) |
| ----------- | ----------------------- | ------- |
| The ZhuZhus | 13 de fevereiro de 2017 |         |

## Filmes
Disney Channel Australia exibia a maioria dos filmes da Disney, incluindo os da Walt Disney Pictures e da Disney Channel Original Movies. Até 2003, os filmes iam ao ar no bloco The Wonderful World of Disney, que era transmitido desde os anos 90. Em tempos mais recentes, tais filmes eram transmitidos sob o selo Disney Channel Movies, para os filmes da Walt Disney Pictures ou de empresas parceiras e Disney Channel Original Movies para os filmes da Disney Channel Original Movies.

## Site
O site do Disney Channel Australia tinha um design muito semelhante aos sites dos demais canais Disney na região. O site continha conteúdos das séries e filmes em exibição, além de jogos e conteúdo para download. Atualmente, o site ainda está no ar exibindo as novidades do Disney+.